# Lelești, Bistrița-Năsăud
Lelești este un sat în comuna Ciceu-Mihăiești din județul Bistrița-Năsăud, Transilvania, România.